# Хайчжу
Хайчжу́ (кит. упр. 海珠, пиньинь Hǎizhū) — район города субпровинциального значения Гуанчжоу провинции Гуандун.

## География
Район расположен на острове между северным и южным руслами реки Чжуцзян. Кроме того, два основных рукава Жемчужной реки глубоко врезаются в территорию Хайчжу: Хуанпучон образует на севере остров Пачжоу, а Чишацзяо отделяет южную часть Хайчжу. Между районами Хайчжу и Ливань в южном русле расположен маленький остров Цзиша.

### Парки
Между южным руслом реки Чжуцзян и рукавом Чишацзяо расположена обширная парковая зона, где на крайнем юго-востоке острова расположен парк Инчжоу (Yingzhou Ecological Park), а также национальный болотный парк (Haizhu National Wetland Park) и два парка фруктовых деревьев — Лонтан (Long Tan) и Шанчун (Shang Chong).
На острове Пачжоу расположены парк Фэнпу (Fengpu Park), Выставочный парк (Guangzhou Exhibition Park) и парк Модиша (Modiesha Park). Западнее острова Пачжоу расположен парк Чиган с одноимённой пагодой. 

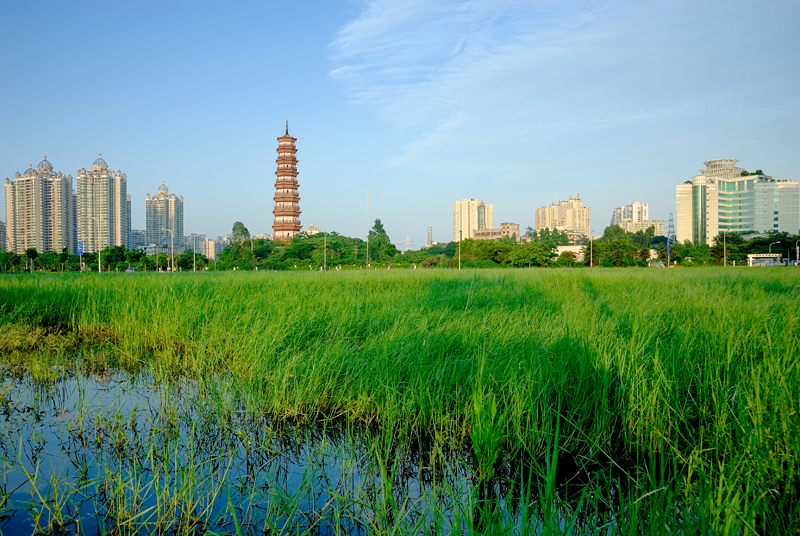
Парк Чиган
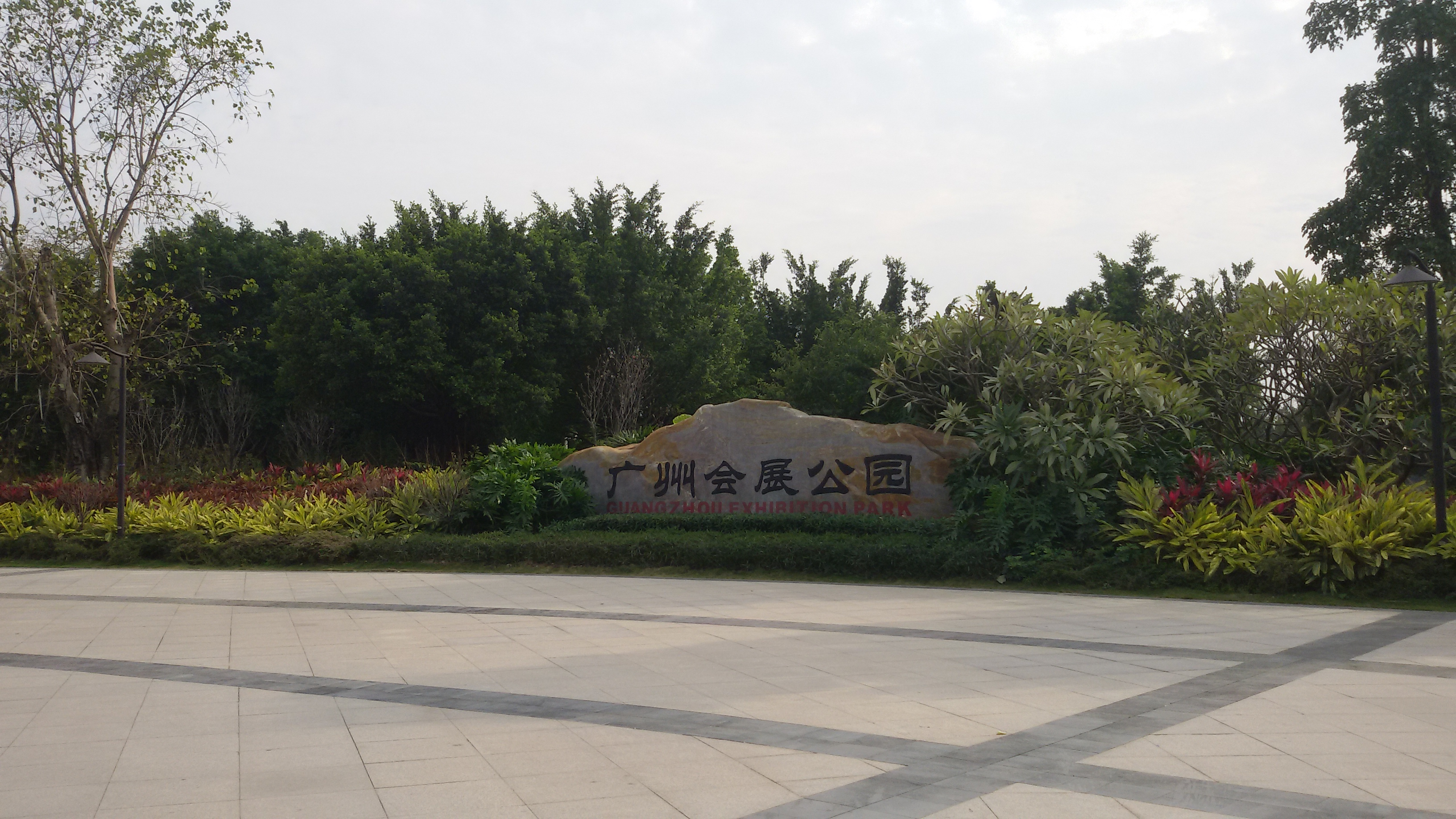
Выставочный парк

## История

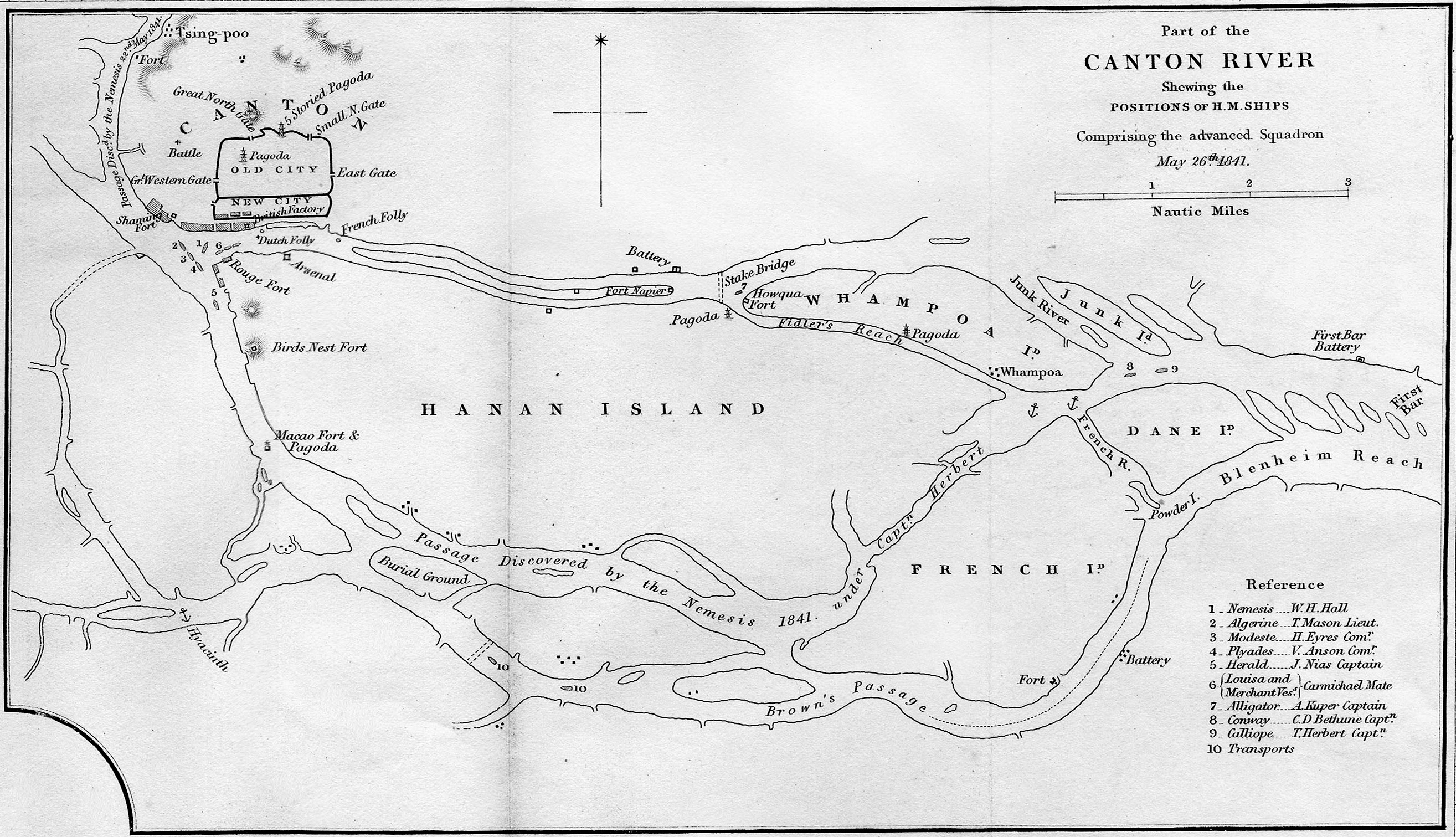
Карта речных путей Гуанчжоу, 1841 год

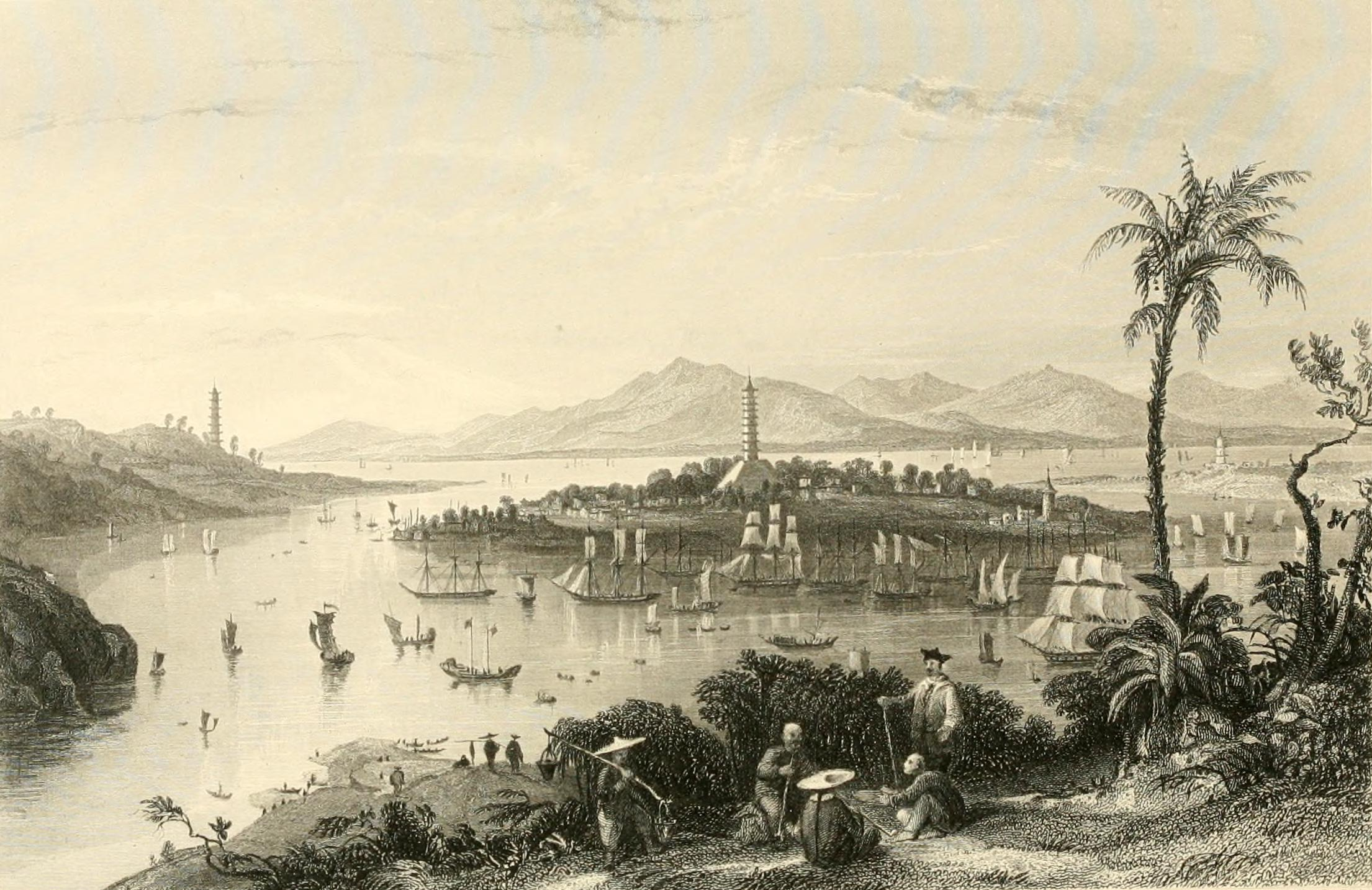
Вампоа в середине XIX века

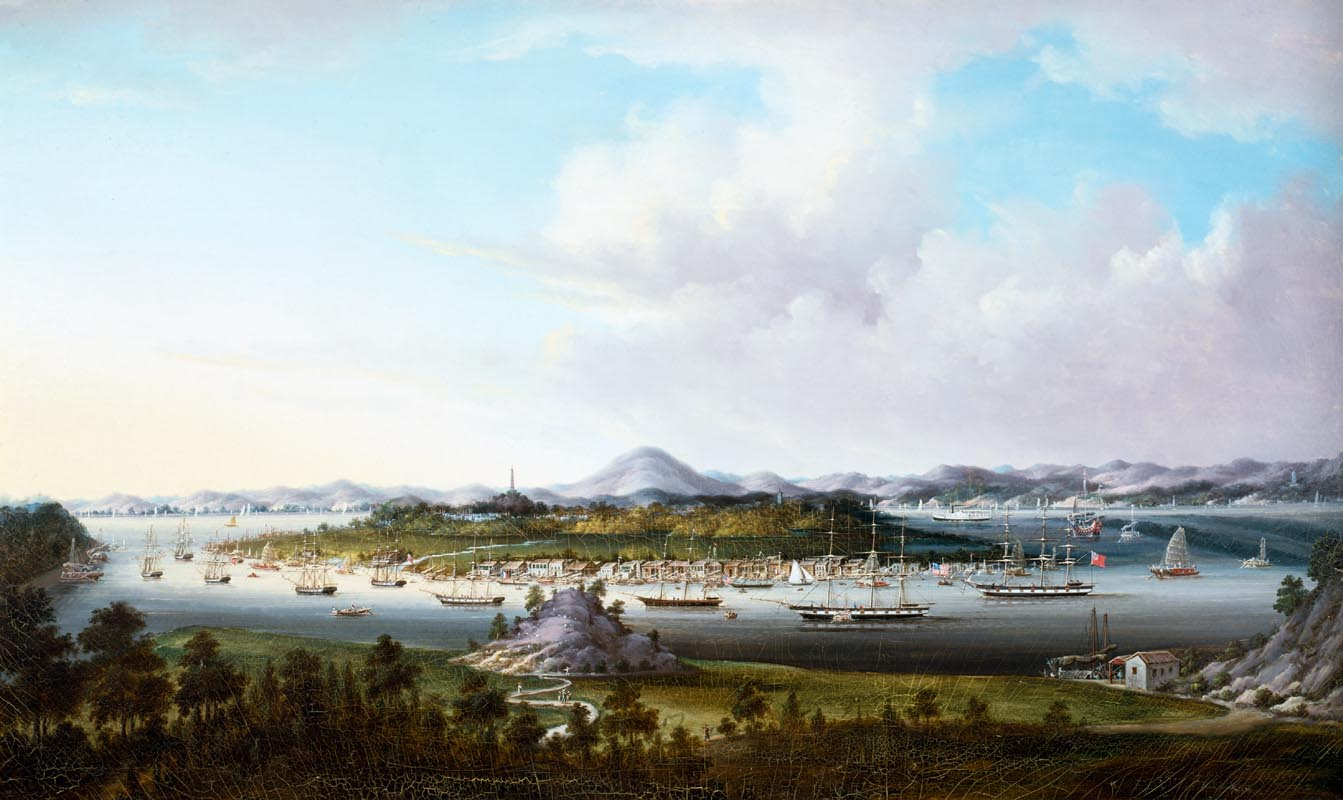
Вампоа в середине XIX века

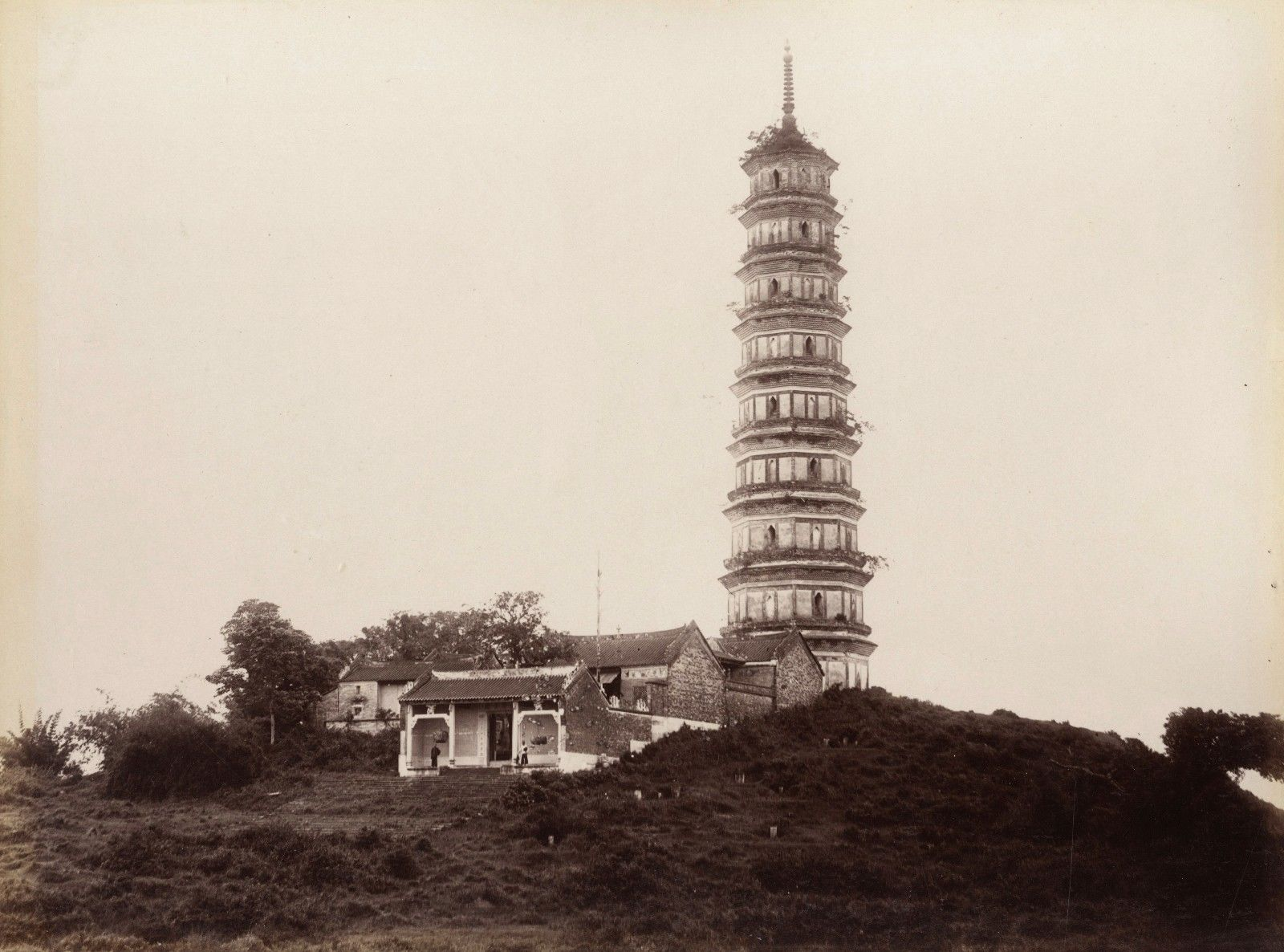
Пагода Вампоа, 1880 год

Племена байюэ обитали в дельте Жемчужной реки с эпохи неолита. В эпоху империи Цинь войска Чжао У-ди завоевали территорию Гуандуна, сделав своей столицей уезд Панью (番禺县). В имперское время в Китае не было «населённых пунктов»: то, что европейские путешественники называли «городами», с точки зрения китайской системы было просто более урбанизированными частями административных единиц, никак с формальной точки зрения не отделёнными от прочей их территории (эти «города» не имели ни отдельной администрации, ни отдельного бюджета).
В первой половине XVI века португальцы наладили торговлю между Макао и Гуанчжоу, однако она нередко прерывалась из-за взаимных конфликтов и санкций. Главным ориентиром для торговых судов, шедших в Гуанчжоу по Жемчужной реке, была 60-метровая буддийская пагода на острове Пачжоу, построенная в 1600 году. Иностранные торговцы были вынуждены следовать за муссонными ветрами: они прибывали в Китай в период с июня по сентябрь, вели свои дела, а затем отправлялись домой в период с ноября по февраль. 
Во времена империи Цин Хайчжу был известен как остров Хэнань или Хунам («Южнее реки»), так как располагался южнее старого Кантона на другом берегу Жемчужной реки. Поселение располагалось вокруг старинного монастыря Хойтун. На востоке от Хэнаня лежал остров Чанчжоу («Датский остров»), на юго-востоке — остров Сяогувэй («Французский остров»), на северо-востоке — остров Пачжоу. После снятия в 1684 году морских запретов между Китаем и иностранными державами глубоководным аванпортом Гуанчжоу стал остров Пачжоу.
Обычно товары из Пачжоу в Гуанчжоу перевозили китайские компрадоры. Чтобы избежать воровства и пиратства, европейские купцы стали выделять своих моряков на китайские лодки в качестве охранников. В 1686 году европейцам разрешили арендовать жилье в отдельном квартале (фактории) Гуанчжоу, чтобы не возвращаться обратно в Пачжоу каждую ночь. Со временем суперкарго, их помощники, счетоводы и охранники стали постоянно жить в факториях, а на кораблях в Пачжоу оставались только экипажи. Вокруг кораблей постоянно вращалось большое число местных жителей — торговцы доставляли провиант и пресную воду, грузчики разгружали и загружали товары, женщины на сампанах стирали матросам бельё.  
В середине XVIII века был открыт маршрут через Филиппины, что позволило торговым судам прибывать и отбывать, не дожидаясь месяцами муссонных ветров. В Пачжоу появились стационарные причалы для американцев, англичан, голландцев и шведов; датчане использовали в качестве своей базы соседний остров Чанчжоу, а французы — Сяогувэй. Большинство иностранных судов пользовалось услугами китайских лоцманов, а в безветренную погоду — и услугами китайских буксировщиков.   
Во времена «Кантонской системы» (1757–1842) торговые суда бросали якорь в восточной бухте острова Пачжоу, также известного как Вампоа (Wampoa) или Хуанпу (Huangpu). Купцы из Южных морей, включая индийцев, арабов и европейцев, причаливали к Пачжоу, в то время как мелкие джонки посредников переправляли импортные товары в район «Тринадцати факторий». Также заморские купцы арендовали на Пачжоу склады для хранения провизии и судоремонтные верфи для починки судов.
Нередко среди экипажей на Пачжоу вспыхивали эпидемии лихорадки и диарея, обычным явлением были венерические болезни,  пьянство и потасовки между матросами. После того, как европейское поселение «Тринадцать факторий» было уничтожено пожаром, во второй половине 1850-х годов некоторые торговые компании временно обосновались на острове Хэнань. К концу XIX века на островах Хэнань и Пачжоу ещё сохранялись обширные сельскохозяйственные угодья, где крестьяне выращивали рис, сахарный тростник и овощи. Вокруг деревень строились земляные дамбы, защищавшие людей от тайфунов.    
Во время Первой опиумной войны британцы разбили китайские войска 2 марта 1841 года у острова Вампоа. Даже после Опиумных войн и в начале XX века парусные суда продолжали останавливаться на Вампоа, хотя пароходы предпочитали заходить напрямую в порт Гуанчжоу. После Синьхайской революции новые республиканские власти взяли курс на вестернизацию страны, и в 1921 году был официально образован первый город — Гуанчжоу. Территория Хайчжу постепенно вошла в состав новообразованного города.
Войска китайских коммунистов вошли в Гуанчжоу на завершающем этапе гражданской войны, 14 октября 1949 года. В 1950 году на этих землях был создан район Хэнань (河南区). В 1960 году он был переименован в район Хайчжу.

## Административное деление
Район делится на 18 уличных комитетов или субрайонов:
- Биньцзян (Binjiang)
- Чанган (Changgang)
- Чиган (Chigang)
- Фэнъян (Fengyang)
- Гуаньчжоу (Guanzhou)
- Хайчуан (Haichuang)
- Хуачжоу (Huazhou)
- Цзянхай (Jianghai)
- Цзяннаньчжун (Jiangnanzhong)
- Лунфэн (Longfeng)
- Наньхуаси (Nanhuaxi)
- Наньшитоу (Nanshitou)
- Наньчжоу (Nanzhou)
- Пачжоу (Pazhou)
- Жуйбао (Ruibao)
- Шаюань (Shayuan)
- Сушэ (Sushe)
- Синан (Xingang)

## Экономика

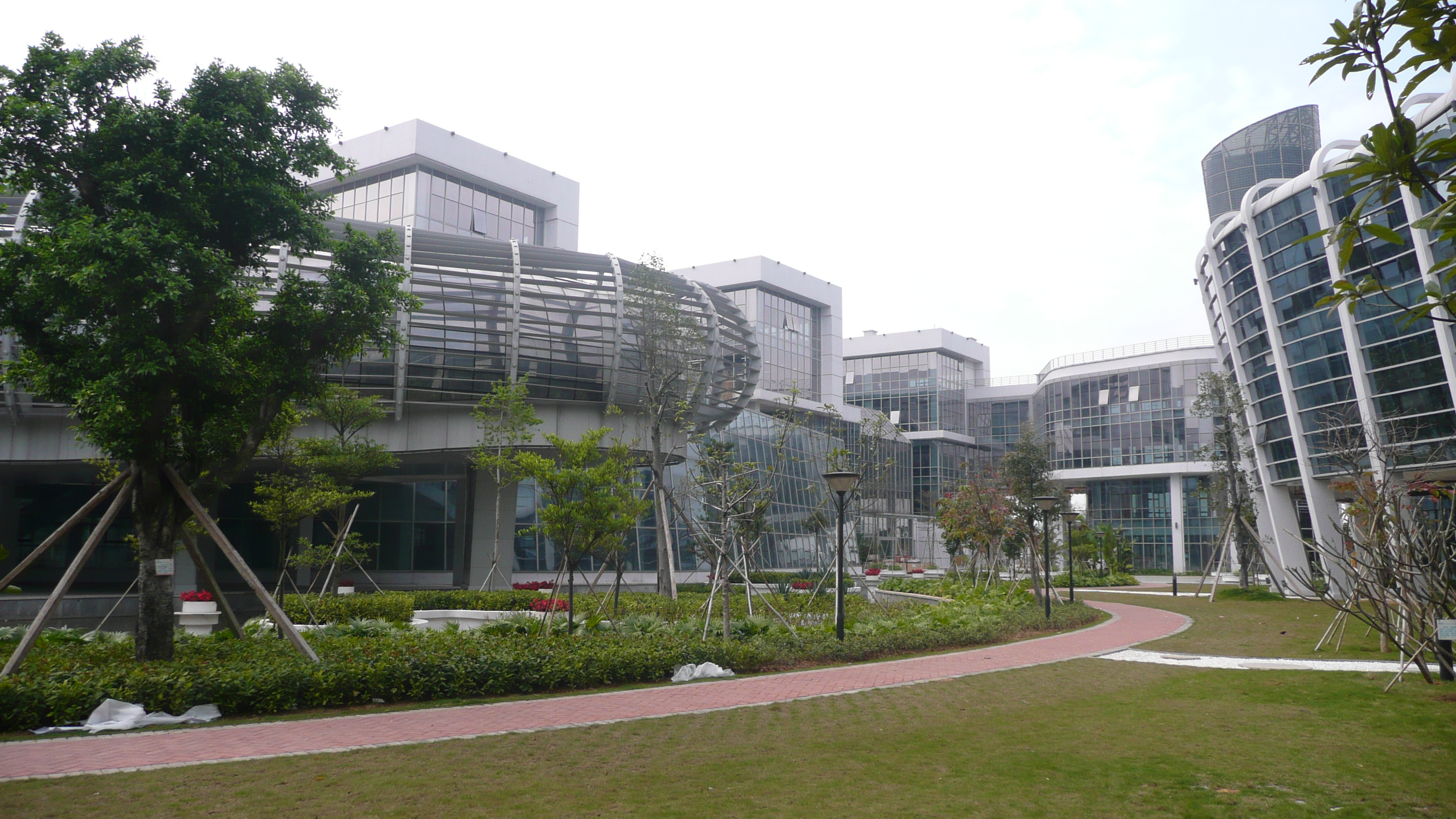
Biotech Island

На небольшом островке между островами Хайчжу и Сяогувэй расположен технопарк Guangzhou International Biotech Island, в котором базируются многочисленные компании и лаборатории, работающие в сфере фармацевтики, биотехнологий, генной инженерии и здравоохранения. 
В районе расположена TIT Creative Industry Zone, в которой базируется много исследовательских и информационных фирм, в том числе большой кампус Tencent. Здесь же расположена штаб-квартира гостиничной сети 7 Days Inn (входит в состав группы Jin Jiang International).
Главный торговый район Хайчжу расположен вокруг станции метро Цзяннаньси, на пересечении улиц Цзяннань-Вест-роуд и Цзяннань-Мидл-авеню. В квартале Дунфэн (Dongfeng) расположен большой оптовый рынок текстиля и готовой одежды Тяньсион (Tianxiong). 
В южной части острова Хайчжу сохранились обширные фруктовые сады, где фермеры выращивают старфруты, гранаты, бананы, папайю, апельсины, личи, лонганы, вампи и гуаву.

### Туризм

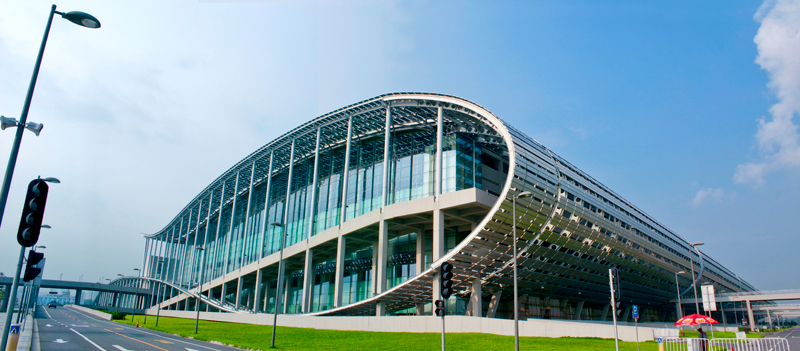
Комплекс Кантонской ярмарки

Большое значение для экономики Хайчжу имеет деловой туризм, в том числе посещение выставок, презентаций, конференций и семинаров. В районе Пачжоу расположен крупнейший в Китае выставочный комплекс Кантонской ярмарки (Canton Fair Complex), который ежегодно принимает Кантонскую ярмарку, Interwine, Music Guangzhou и другие масштабные мероприятия. В состав комплекса входит несколько павильонов, в том числе центр конференций площадью более 1,1 млн кв. м и выставочный зал площадью 158 тыс. кв. м.
Вокруг комплекса Кантонской ярмарки расположены престижные отели для приёма гостей — Shangri-La, InterContinental, The Westin, Langham Place, Poly World Trade Center, Yiwu Commatel, Guangzhou City Inn, Longuu Hotel и Impressions Pazhou.

### Строительство и недвижимость
Крупнейшим владельцем недвижимости в Хайчжу является корпорация Poly Developments and Holdings, которой принадлежат большие офисные и жилые комплексы Poly Pazhou, Poly World Trade Center и Poly International Plaza.

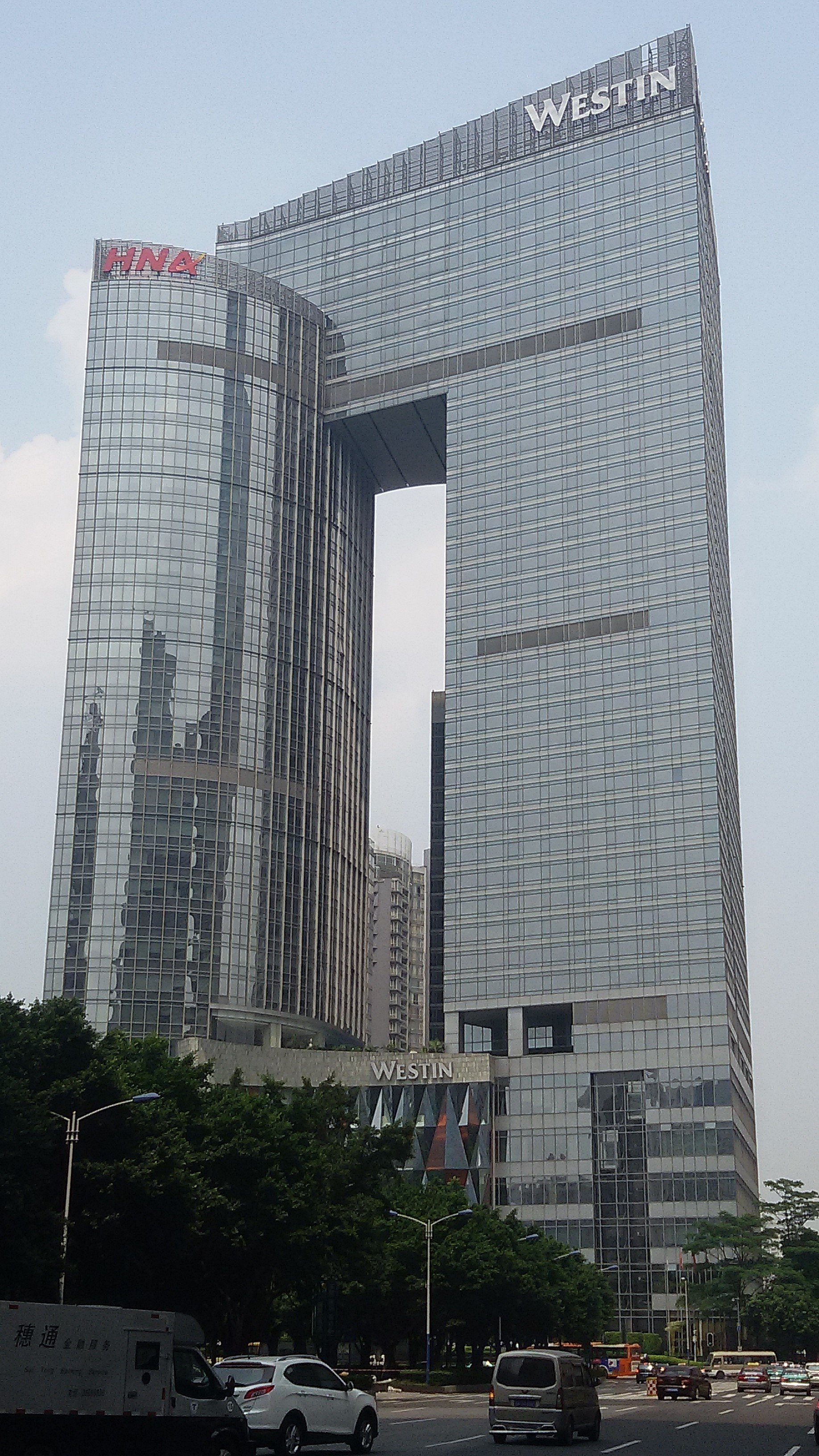
The Westin
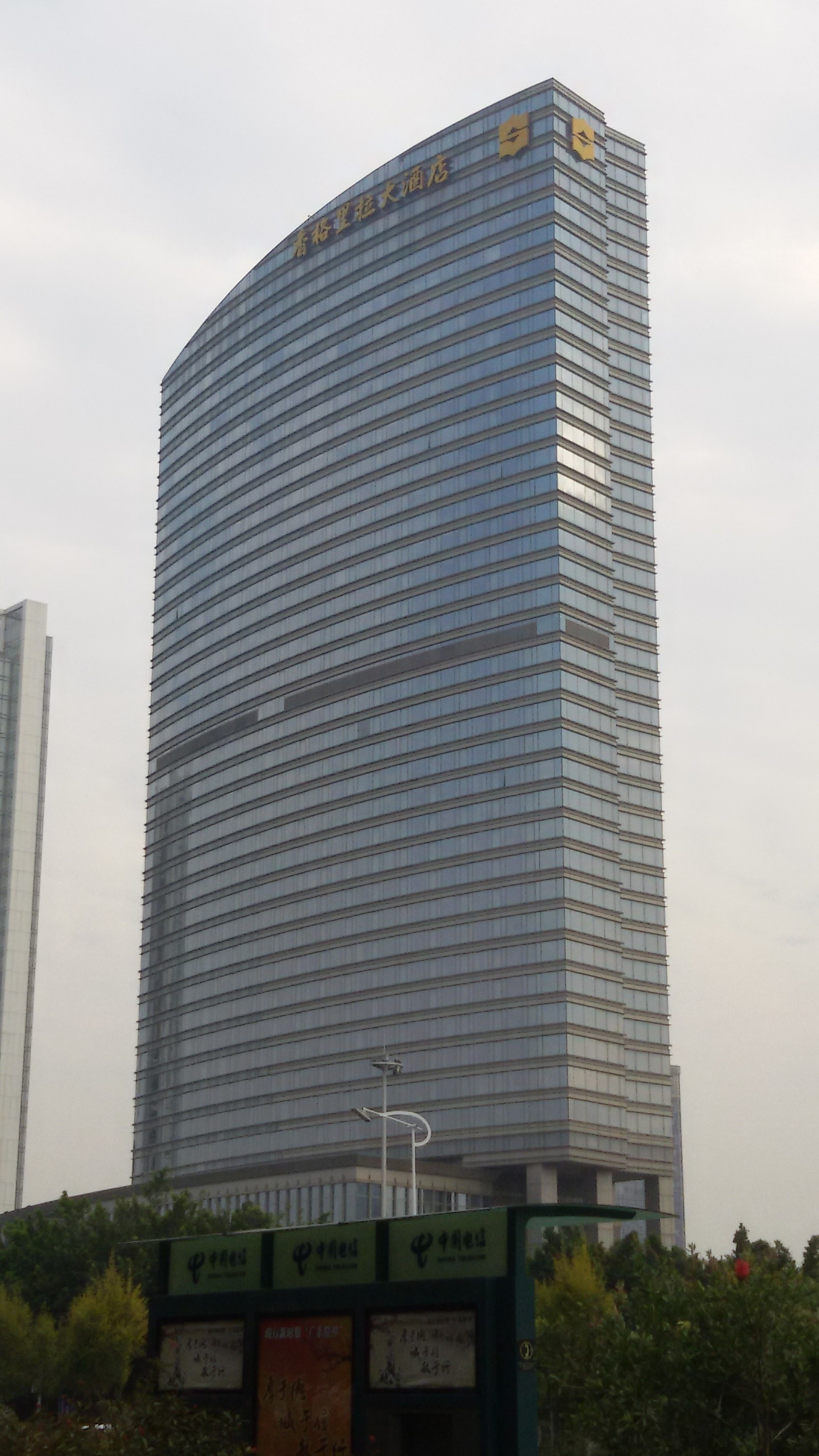
Shagri-La
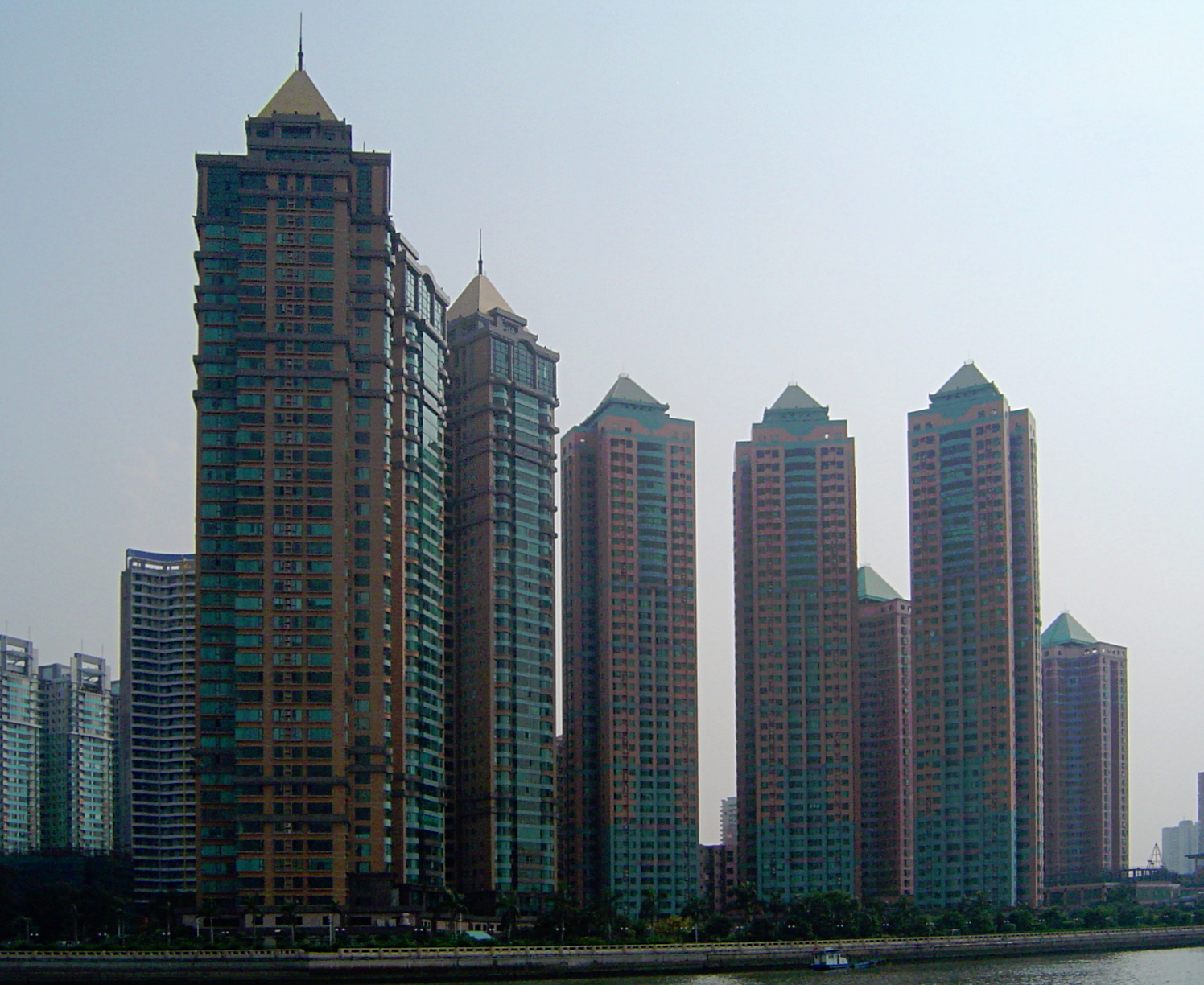
Жилой комплекс

## Транспорт

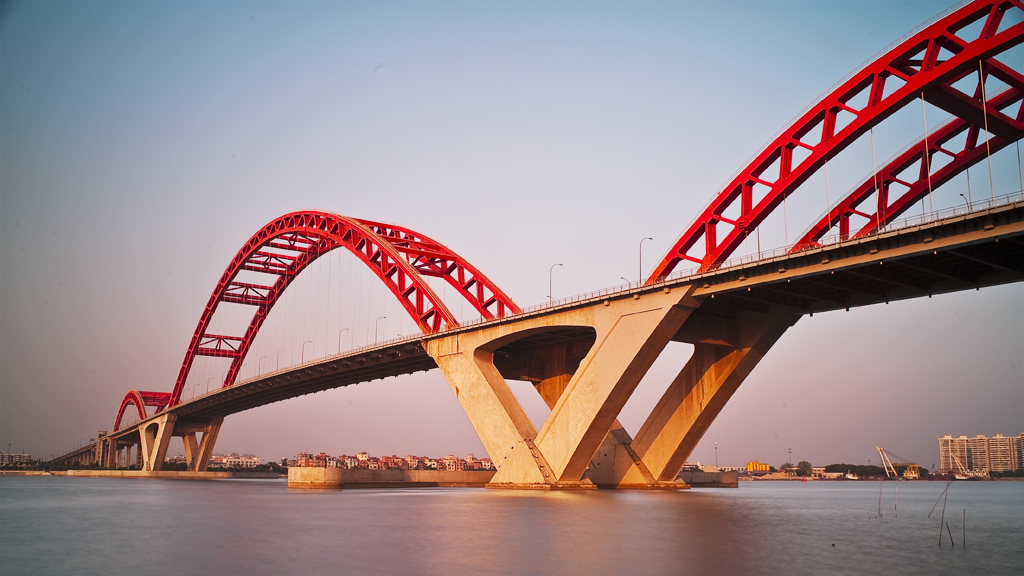
Мост Синуан

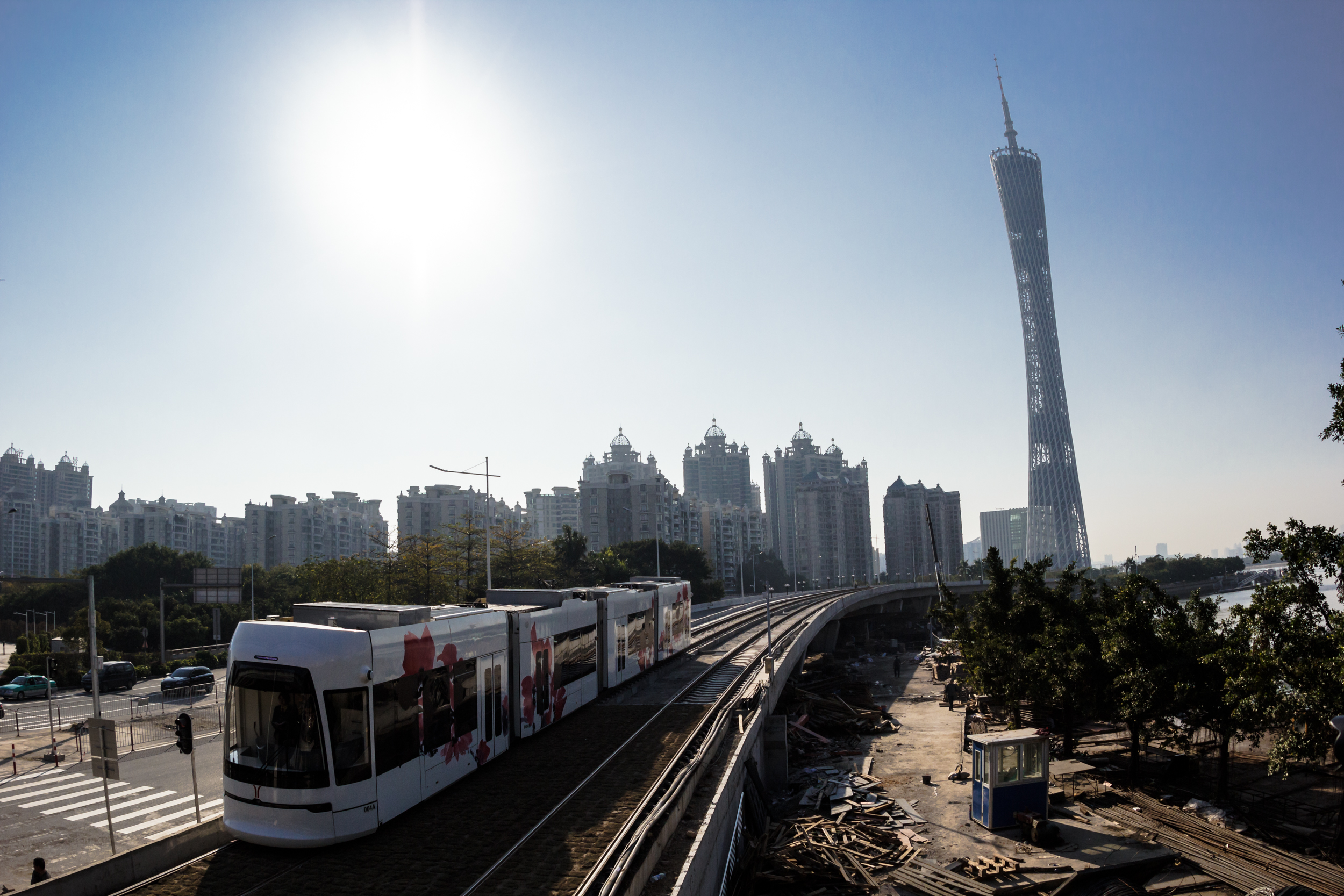
Трамвай Хайчжу

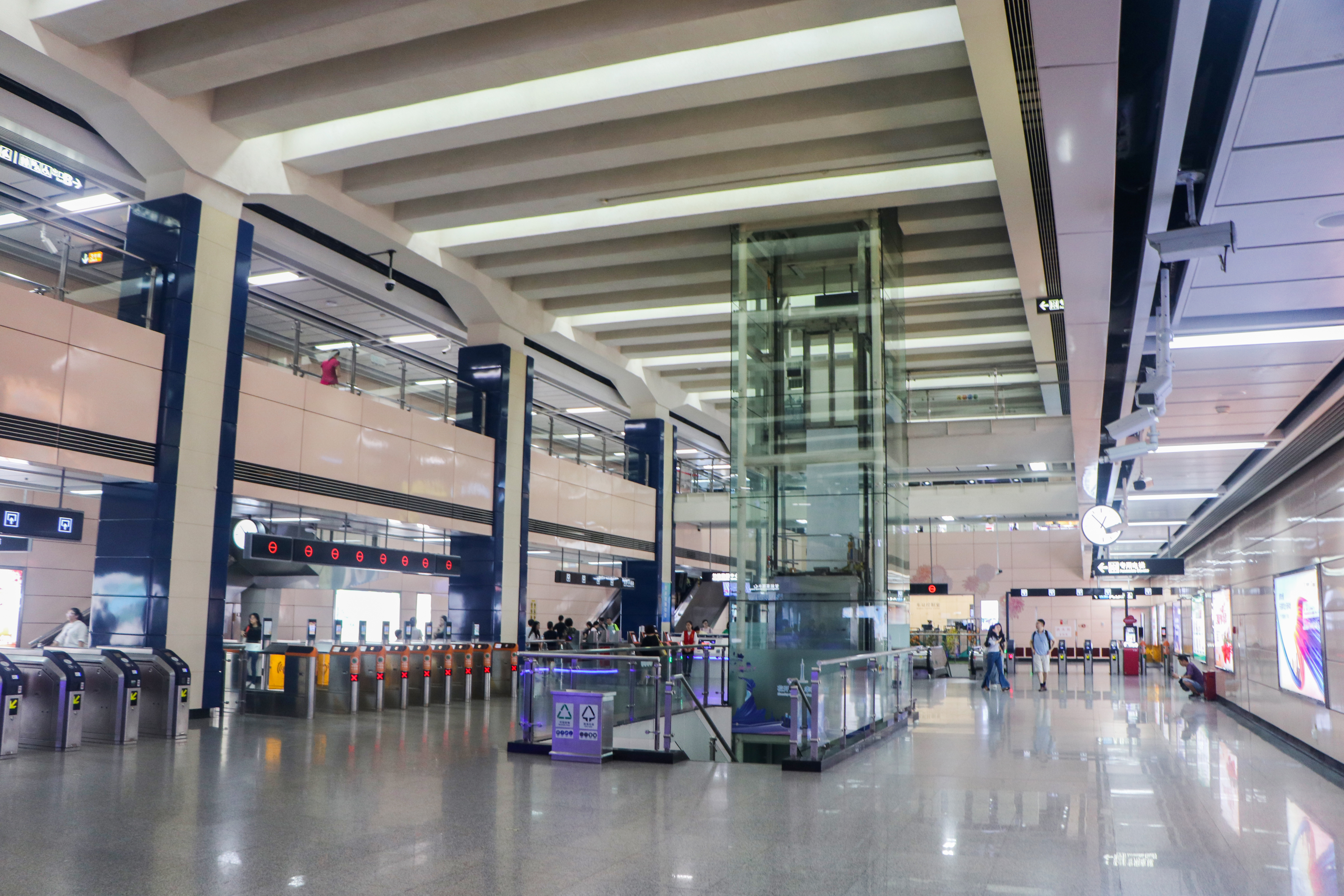
Станция метро Кантон-тауэр

Поскольку район Хайчжу расположен на острове, с соседними районами Гуанчжоу его связывают многочисленные мосты и тоннели:
- через северное русло реки Чжуцзян в район Ливань перекинут один мост (мост Жэньминь), в район Юэсю — четыре моста (мост Цзиэфан, мост Хайчжу, мост Цзянвань и мост Хайинь), в район Тяньхэ — пять автомобильных мостов (мост Гуанчжоу, мост Лиэдэ, мост Хуанань, мост Пачжоу и Большой мост Дунпу) и три моста метро;
- через южное русло реки Чжуцзян в район Ливань перекинуто два моста (мост Хэдун и мост Яцзиша) и один тоннель (Чжоутоуцзу), в район Паньюй — пять автомобильных мостов (мост Люоси, мост Синуан, мост Паньюй, мост Наньшаган и мост Синьхуа), три моста метро и один тоннель (Луньтоу).

7,7-километровая трамвайная линия Хайчжу, введённая в эксплуатацию в декабре 2014 года, связывает между собой Кантон-тауэр с районом Ваньшэнвэй. 

### Метрополитен
По территории Хайчжу проходят 5 линий метрополитена Гуанчжоу и одна линия метрополитена Фошаняː 
- Вторая линия — станции The 2nd Workers' Cultural Palace, Jiangnan West, Changgang, Jiangtai Lu, Dongxiao South, Nanzhou.
- Третья линия — станции Canton Tower, Kecun, Datang, Lijiao.
- Четвёртая линия — станции Wanshengwei и Guanzhou.
- Восьмая линия — станции Tongfuxi, Fenghuang Xincun, Shayuan, Baogang Dadao, Changgang, Xiaogang, Sun Yat-sen University, Lujiang, Kecun, Chigang, Modiesha, Xingang East, Pazhou, Wanshengwei.
- Линия Чжуцзян — станция Canton Tower.
- Линия Гуанфо[10] — станции Hedong, Shachong, Shayuan, Yangang, Shixi, Nanzhou Station, Lijiao.

Через Хайчжу с севера на юг (из Тяньхэ в сторону Паньюй) проходят Вторая, Третья и Четвёртая линии. Вдоль северного побережья района проходит Восьмая линия, связывающая Вторую, Третью и Четвёртую линии. Локальная линия Чжуцзян связывает Хайчжу с Тяньхэ, обслуживая район телебашни Гуанчжоу (Кантон-тауэр) и Новый город Чжуцзян. Линия Гуанфо тянется из Хайчжу через Ливань в соседний город Фошань.

## Наука и образование

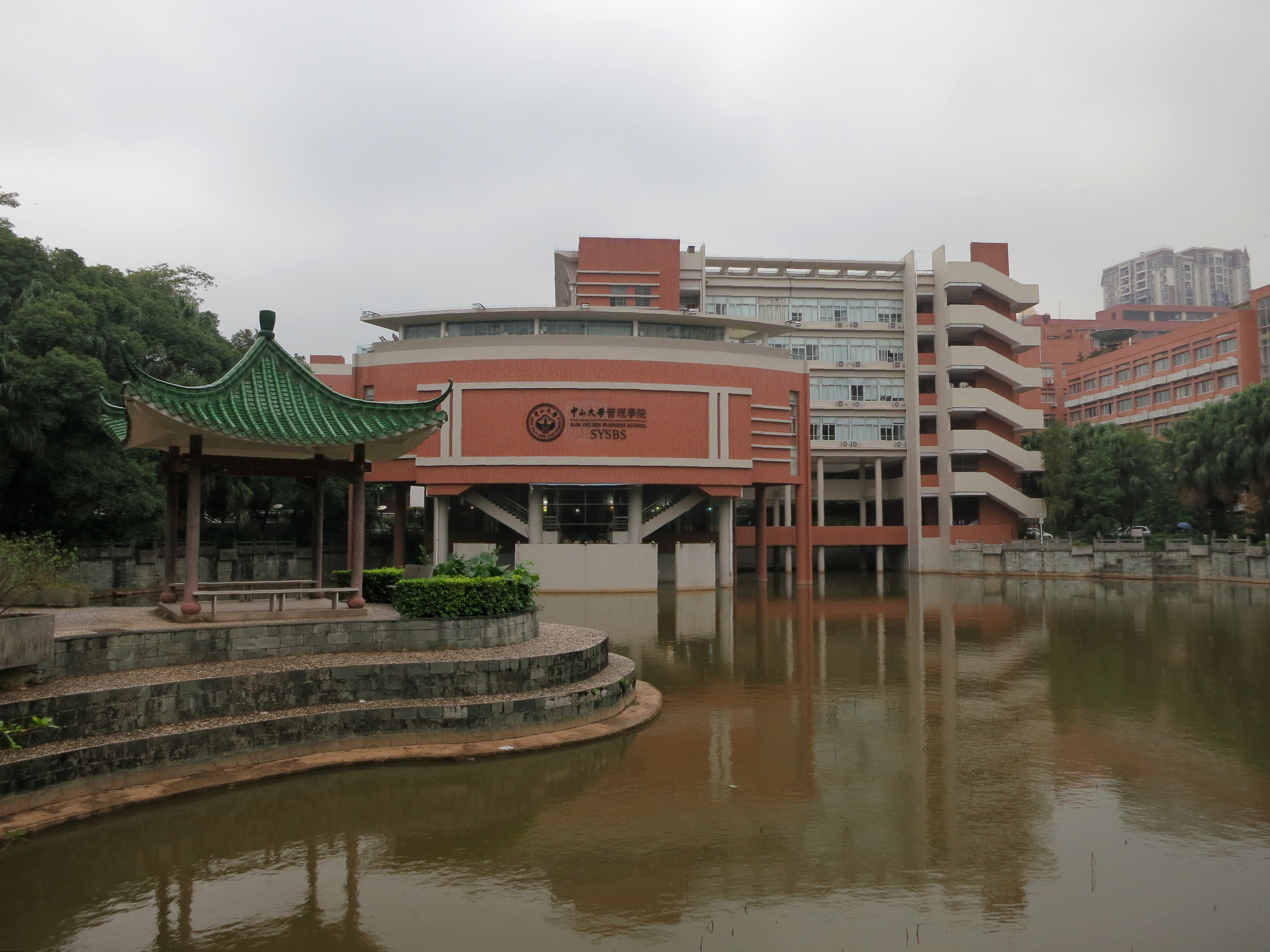
Бизнес-школа университета Сунь Ятсена

В районе Хайчжу расположены университет Сунь Ятсена (Южный кампус), университет сельского хозяйства и инженерии Ляо Чжункая, Академия изящных искусств Гуанчжоу, Институт океанологии Южных морей Китайской академии наук и Исследовательский центр овощеводства.
В состав университета Сунь Ятсена входят бизнес-школа, колледж Линнань, школа программного обеспечения, колледж сетевого образования, юридический экспериментальный учебный центр, последипломная школа, Китайско-французский центр, мемориальная больница, университетская библиотека, спортивный комплекс, музей Сунь Ятсена, антропологический музей и музей биологии. 
Средняя школа № 6 является одной из самых престижных в Гуанчжоу.

## Спорт
В районе расположены большой крытый Спортивный центр Хайчжу и открытый стадион Яньцзиган на 2 тыс. зрителей. В Выставочном парке имеются теннисные корты и баскетбольные площадки.

## Достопримечательности

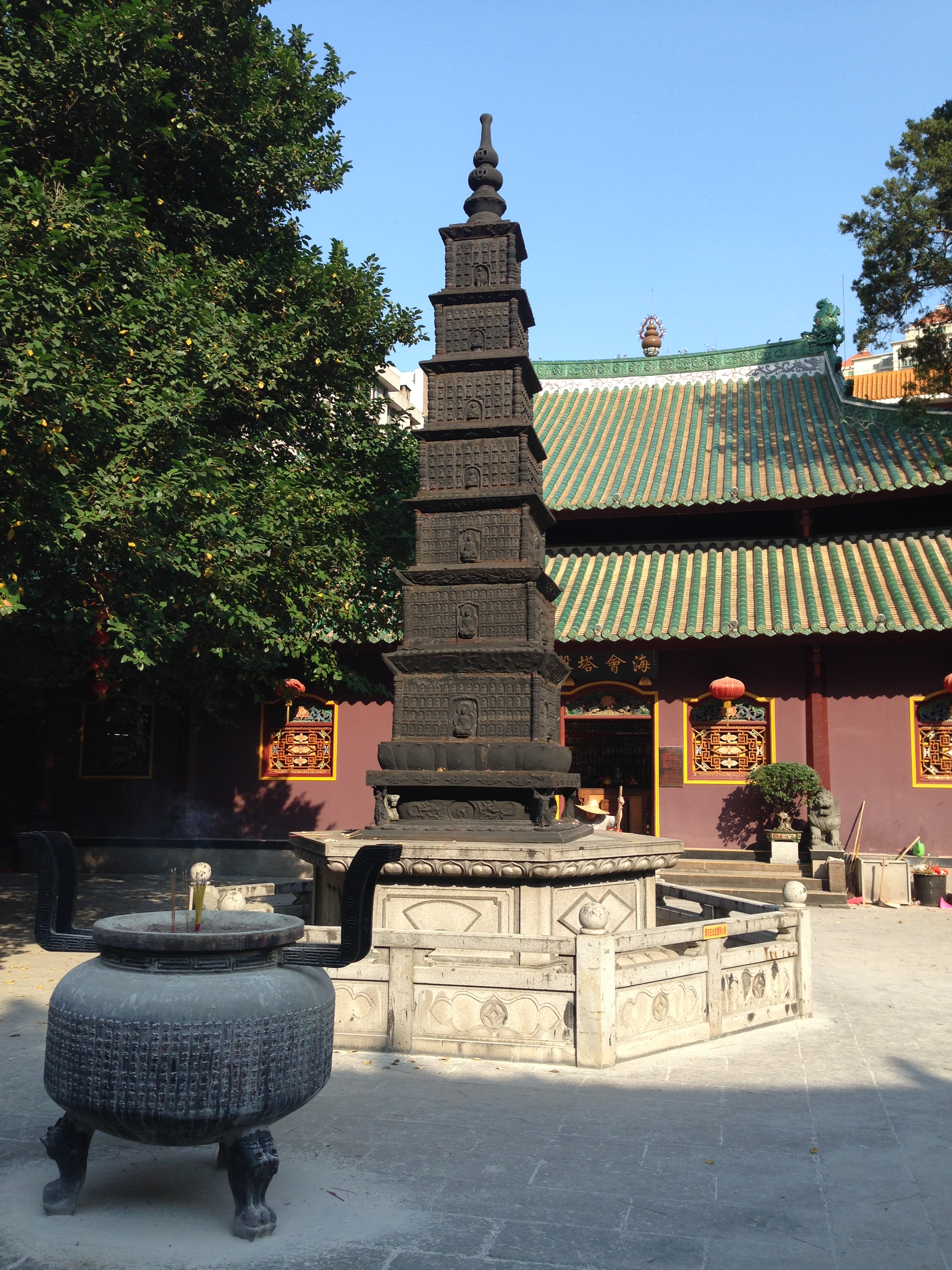
Железная пагода Тысячи Будд в монастыре Хойтун

В северо-западной части острова Хайчжу, в парке Хайчжуан расположен буддийский монастырь Хойтун (Hoi Tong Monastery), также известный как храм Хайчжуан. В эпоху Южная Хань на этом месте был основан храм Цяньцю, располагавшийся южнее городских стен. К концу эпохи Мин храм действовал в пределах обширного частного сада. В эпоху ранней Цин монастырь процветал, при императоре Канси монахи значительно расширили постройки комплекса. В те времена это был главный храм острова Хэнань, в монастыре проживало около ста монахов. В январе 1817 года в монастыре проживало посольство Уильяма Амхерста.
Монастырь Хойтун печатал книги, он был известен большой библиотекой и своими мастерами ушу. Комплекс пострадал во время восстания тайпинов, а в правление императрицы Цыси земли вокруг монастыря стали активно застраиваться жилыми кварталами. Часть помещений власти забрали под государственную школу, а в первые годы республики снесли значительную часть построек. В 1928 году монастырские земли были конфискованы и отданы под парк Хэнаня, а книги перевезены в публичную библиотеку.
Монахи пытались вернуть себе монастырь, но их поездка в Нанкин не дала результатов. Религиозные церемонии были запрещены, но местные жители ночью приходили в парк и молились возле уцелевших буддийских статуй. В 1933 году территория была переименована в парк Хайчжуан (Хайчуан), а в эпоху Культурной революции уцелевшие здания комплекса вновь сильно пострадали.    
В 1993 году власти Гуанчжоу разрешили монастырю возобновить свою деятельность в качестве подразделения по сохранению наследия. Монахи отреставрировали уцелевшие здания, но восточную часть прежнего участка продолжает занимать парк Хайчжуан. В 2006 году храмовый комплекс был восстановлен, но остался открытым для посетителей парка. Сегодня в состав монастыря Хойтун входят библиотека буддийских текстов, зал четырёх небесных царей, зал Махавира, зал Кшитигарбхи, зал Шестого патриарха, зал заслуг, зал пагоды Хайхой, колокольная башня, трапезная монахов, пруд Лотоса и несколько павильонов. 
На небольшом островке в северной части Хайчжу, на набережной северного рукава Жемчужной реки возвышается 600-метровая телебашня Кантон-тауэр. Подиум башни занимают музей восковых фигур, торговый центр и паркинг. Рядом с башней находятся художественная галерея Чжуцзян и офисный комплекс телекомпании Guangzhou Broadcasting Network. 
Южнее телебашни, в живописном парке расположена восьмиугольная 54-метровая пагода Чиган, также известная как пагода Хунам. Она была построена в 1619 году в правление императора Ваньли по всем канонам фэншуй. Вместе с пагодами Пачжоу и Лотоса, пагода Чиган охраняла устье Жемчужной реки и Гуанчжоу от невзгод. В 1999 году городские власти завершили масштабную реконструкцию пагоды. Рядом с парком Чиган находится генеральное консульство Южной Кореи в Гуанчжоу.   
Рядом с пивоваренным заводом компании Guangzhou Zhujiang Brewery Group расположен Международный пивной музей Жемчужной реки (Pearl River InBev International Beer Museum). 

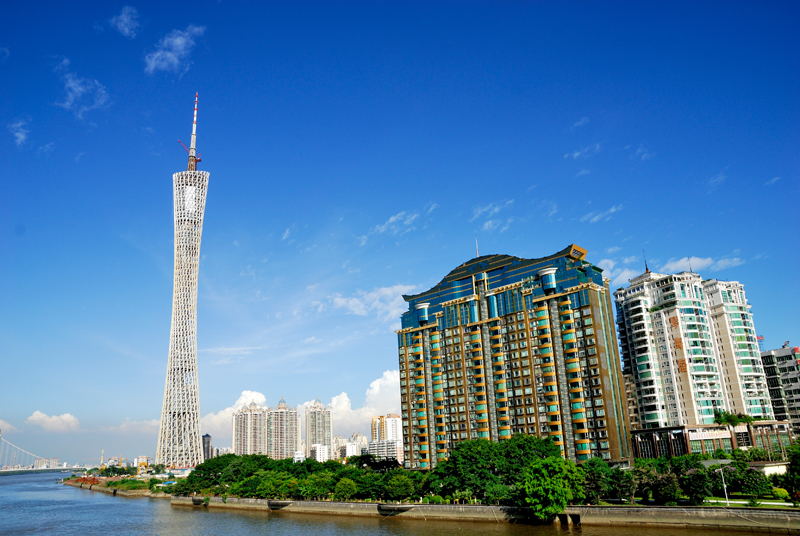
Кантон-тауэр
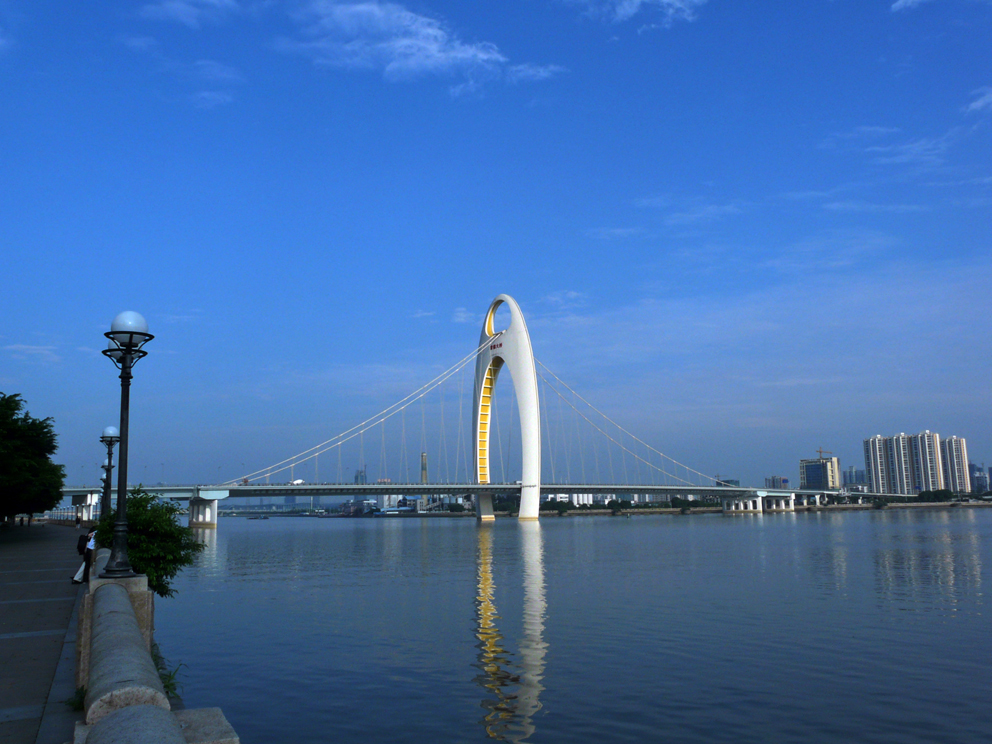
Мост Лиэдэ
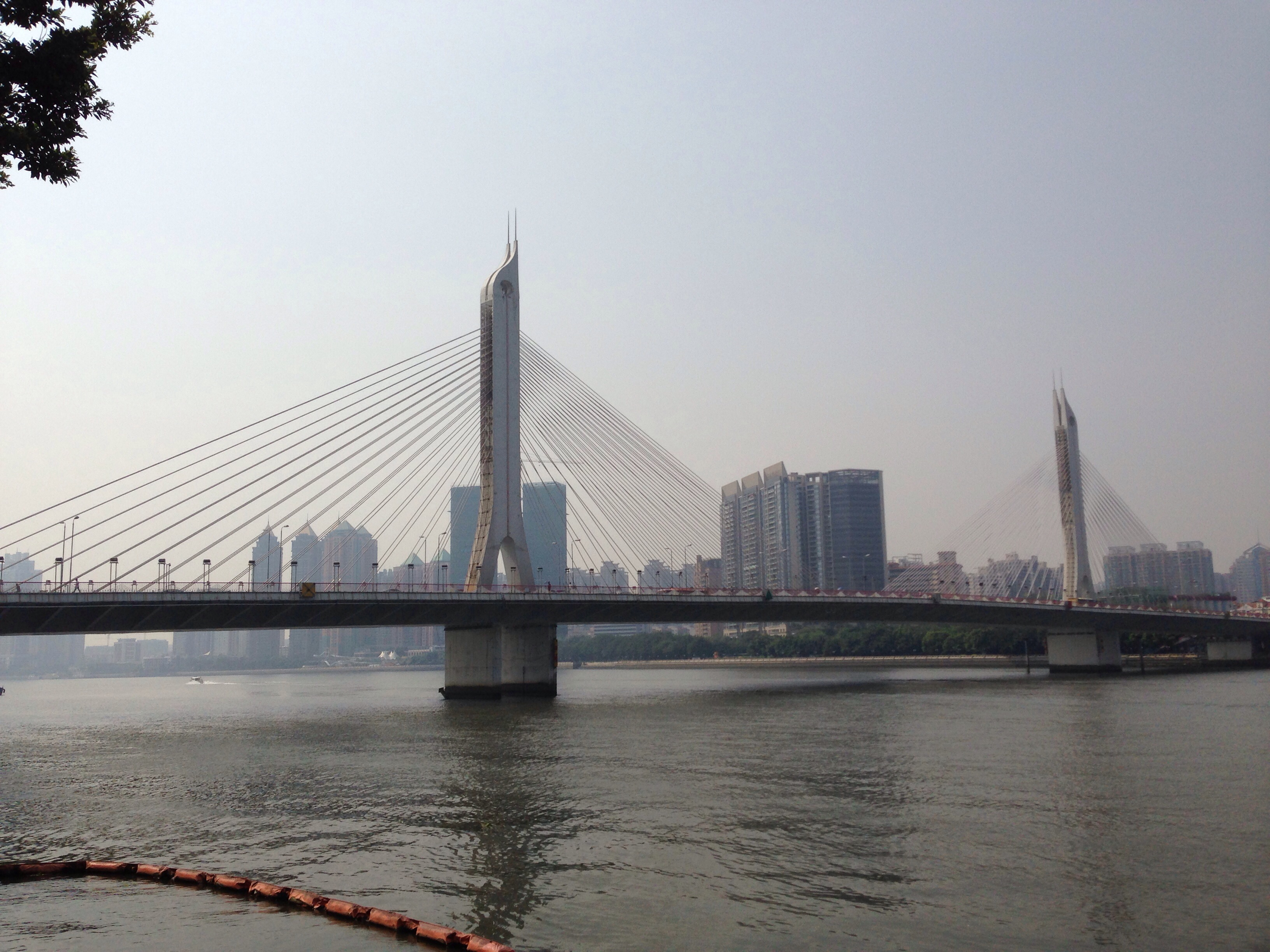
Мост Хайинь
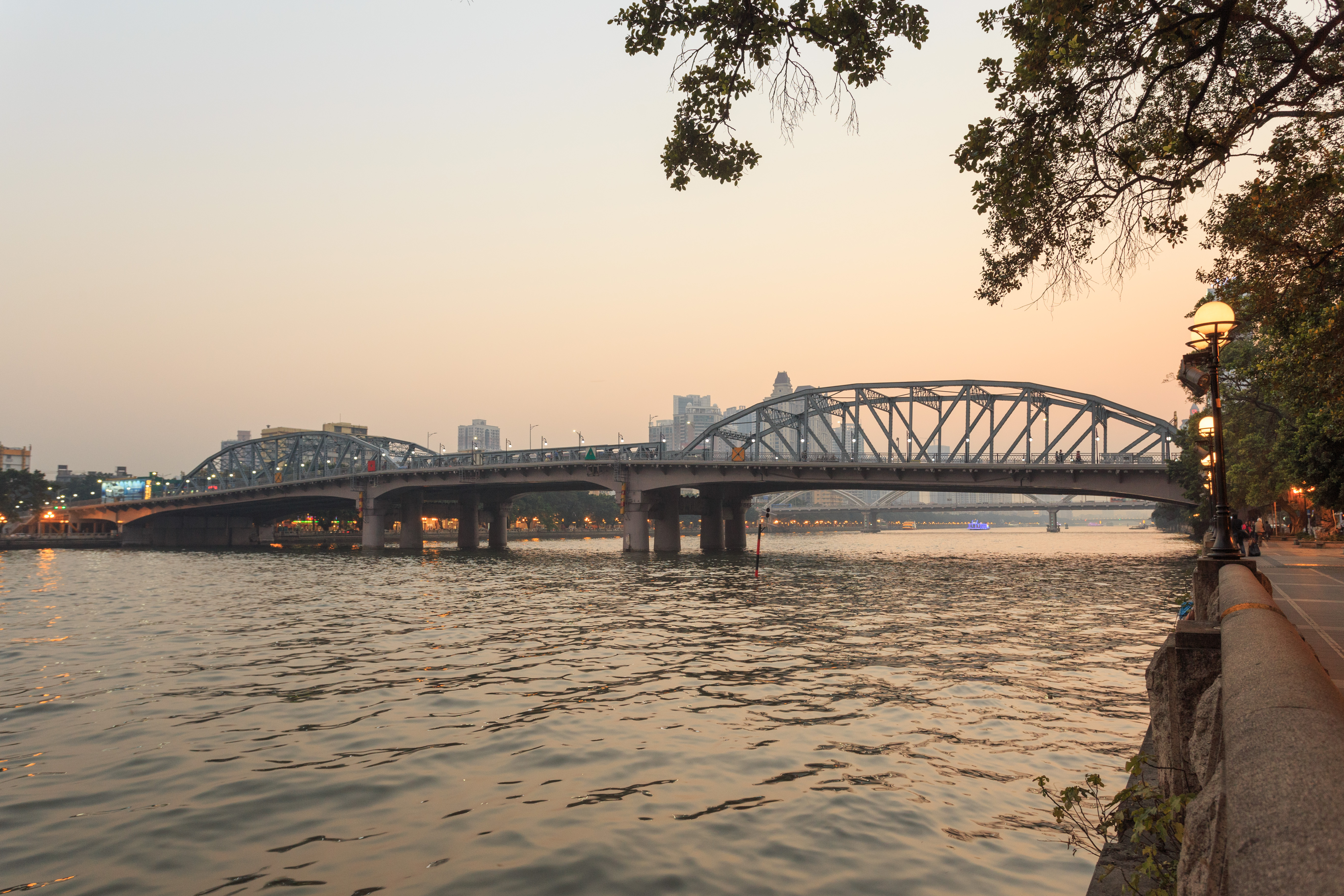
Мост Хайчжу
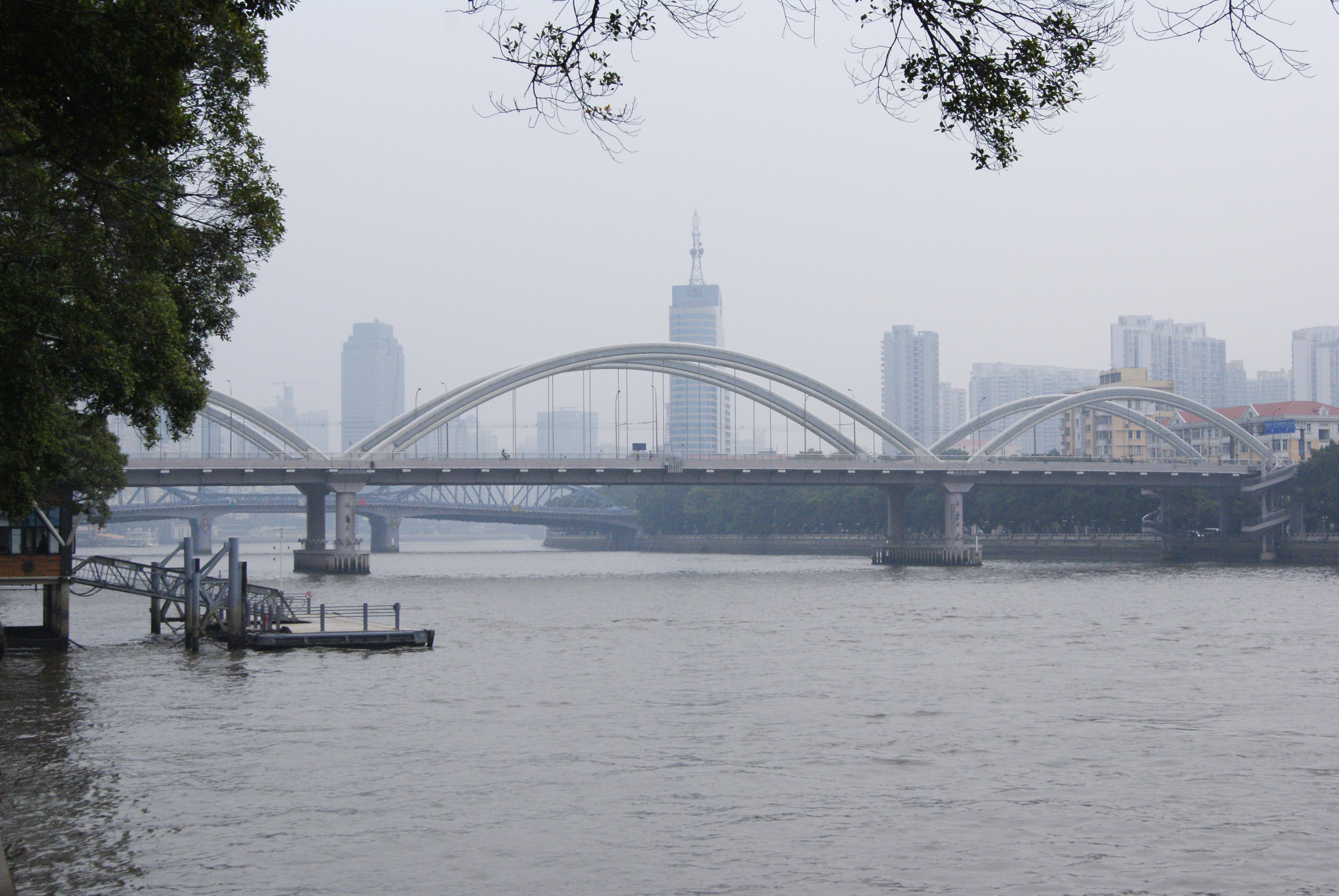
Мост Цзиэфан
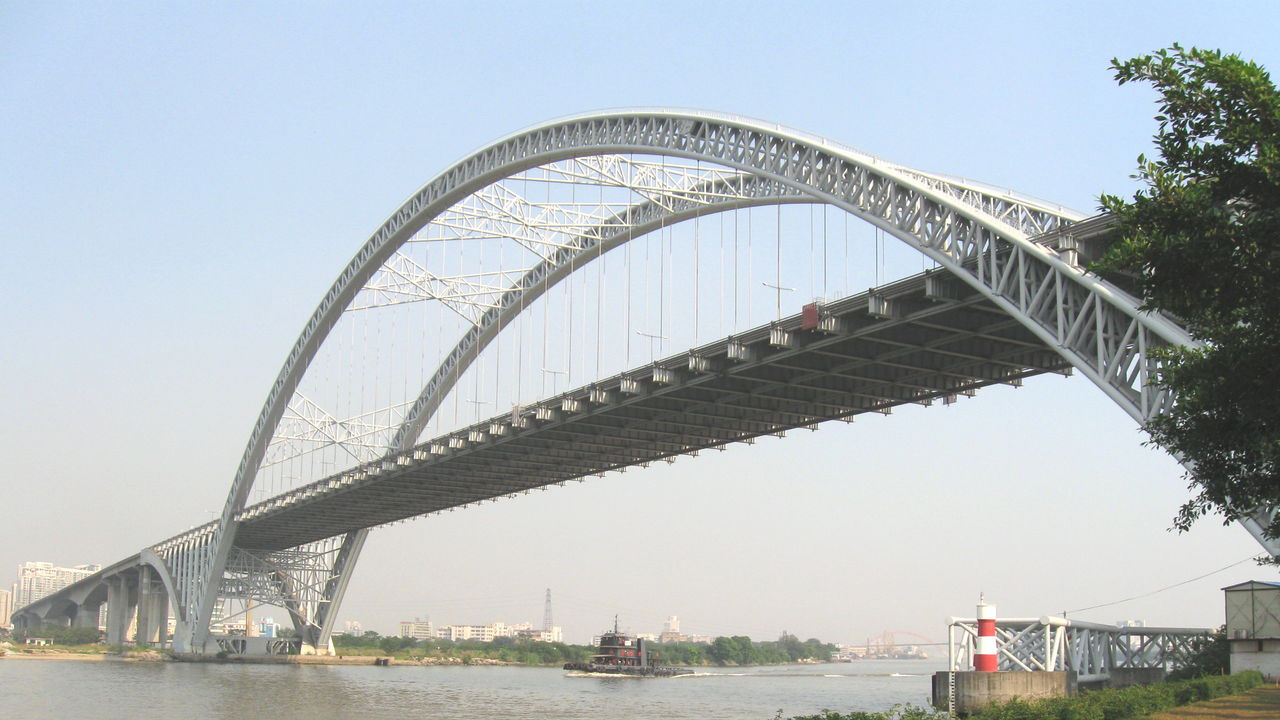
Мост Яцзиша
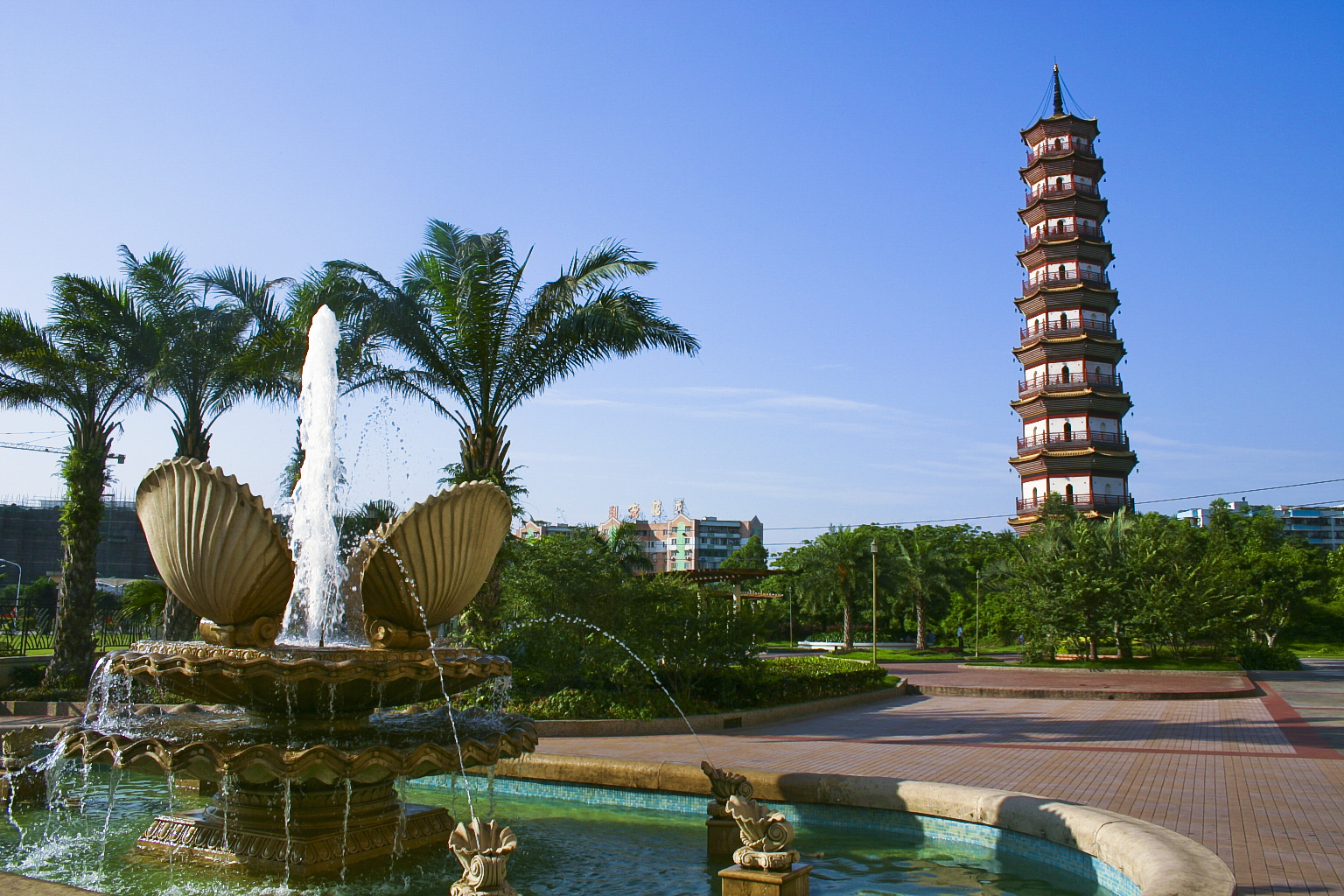
Пагода Чиган
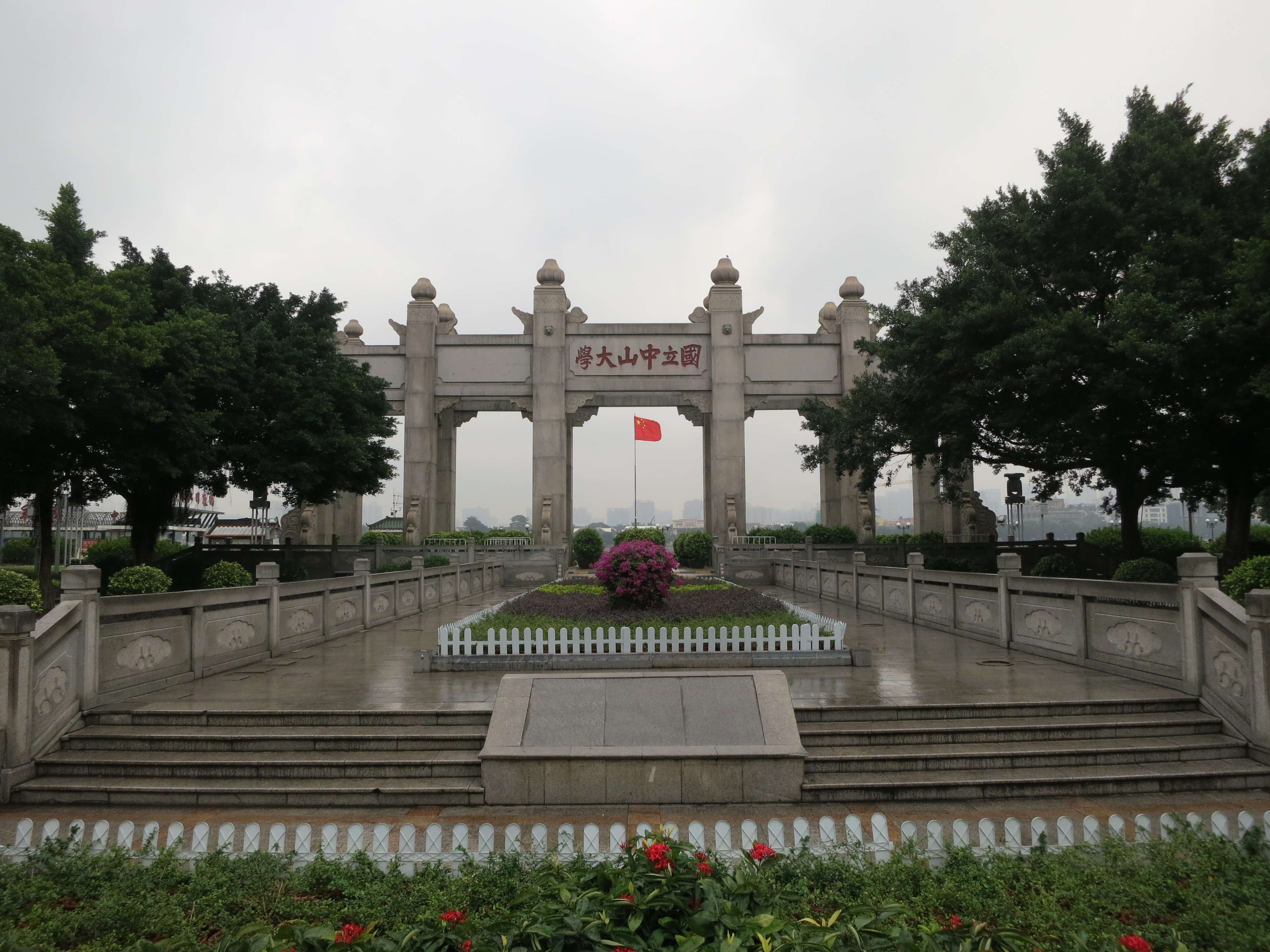
Северные ворота университета
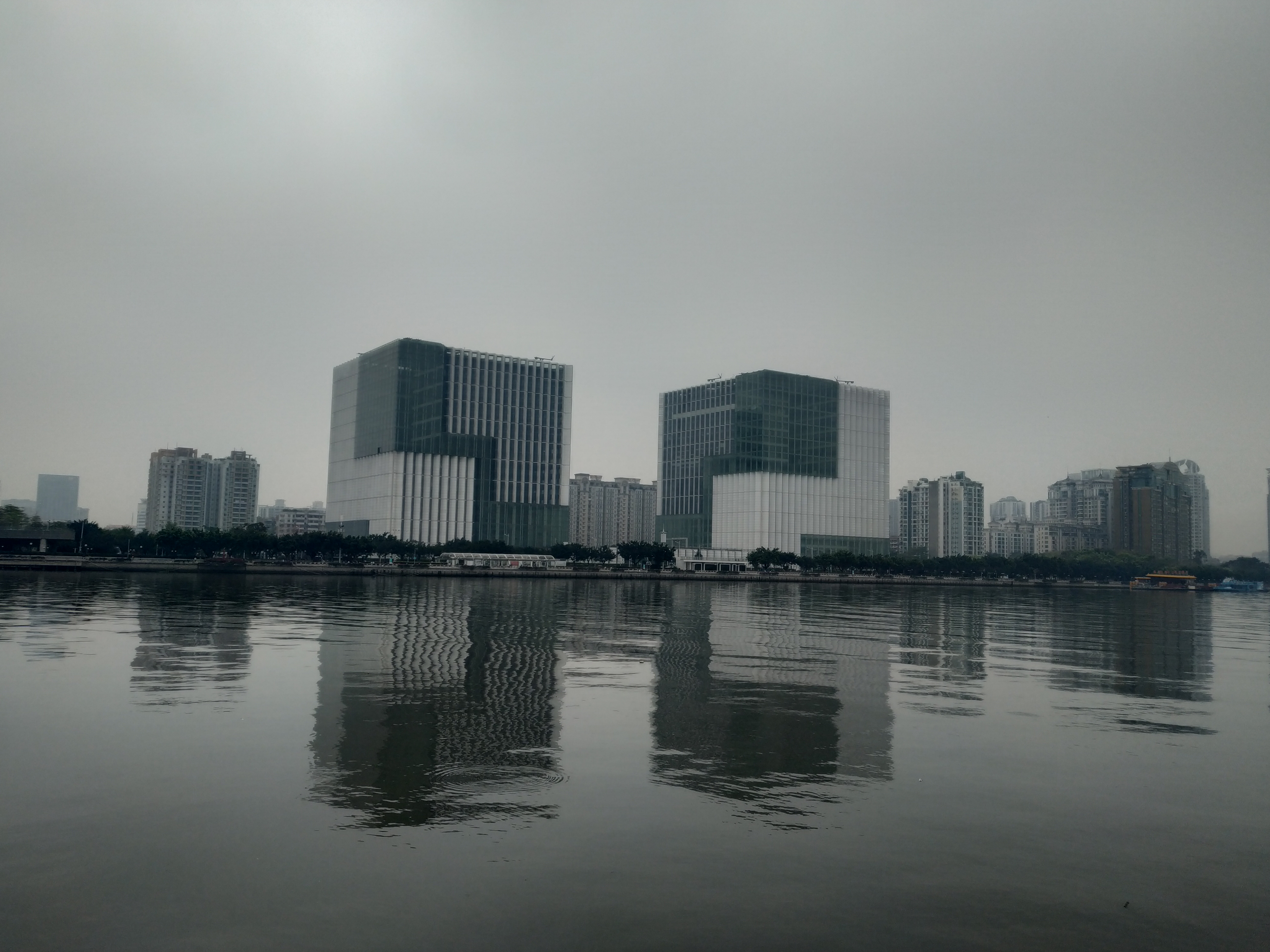
Офис Guangzhou Broadcasting Network
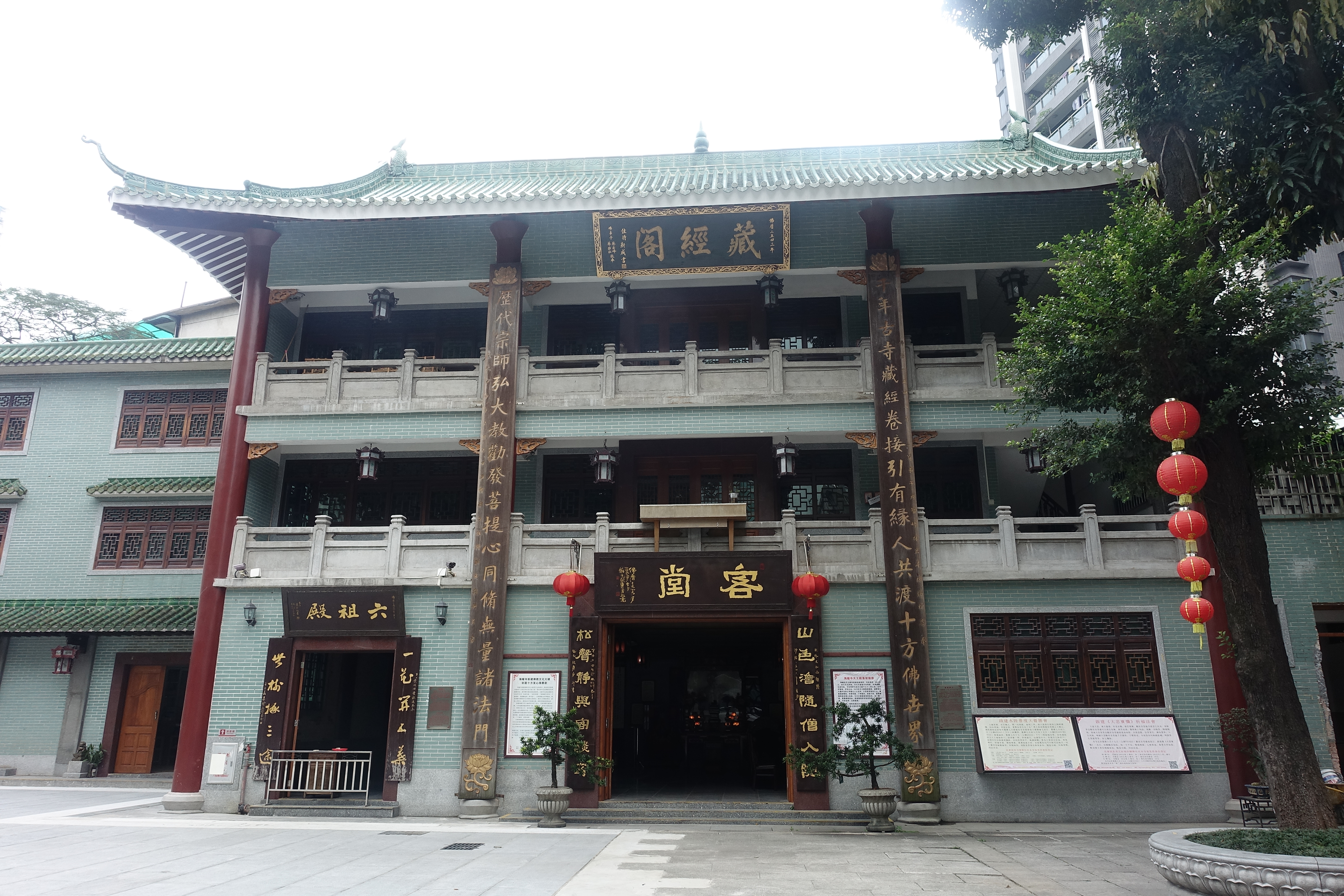
Библиотека буддийских текстов
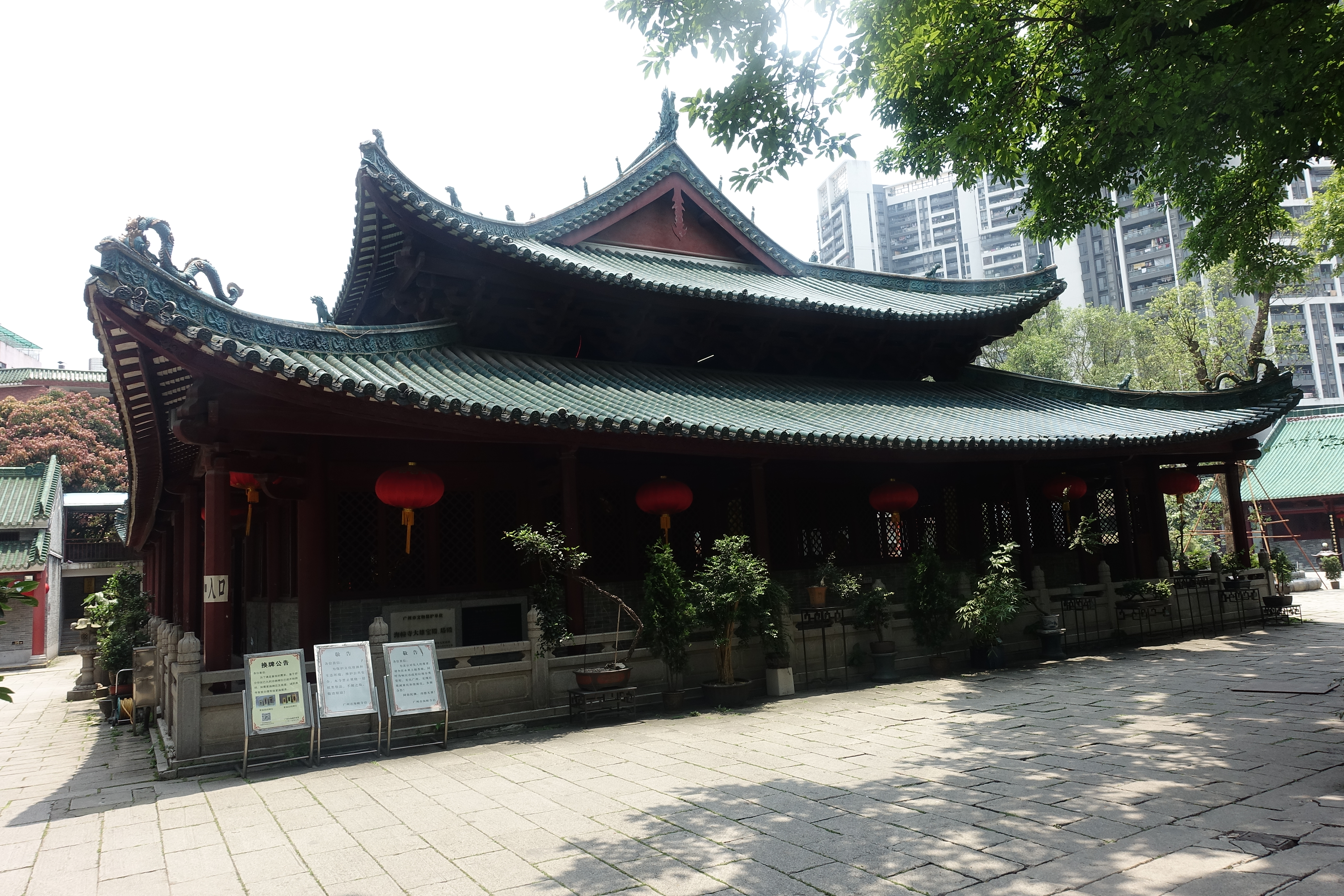
Зал Махавира монастыря Хойтун
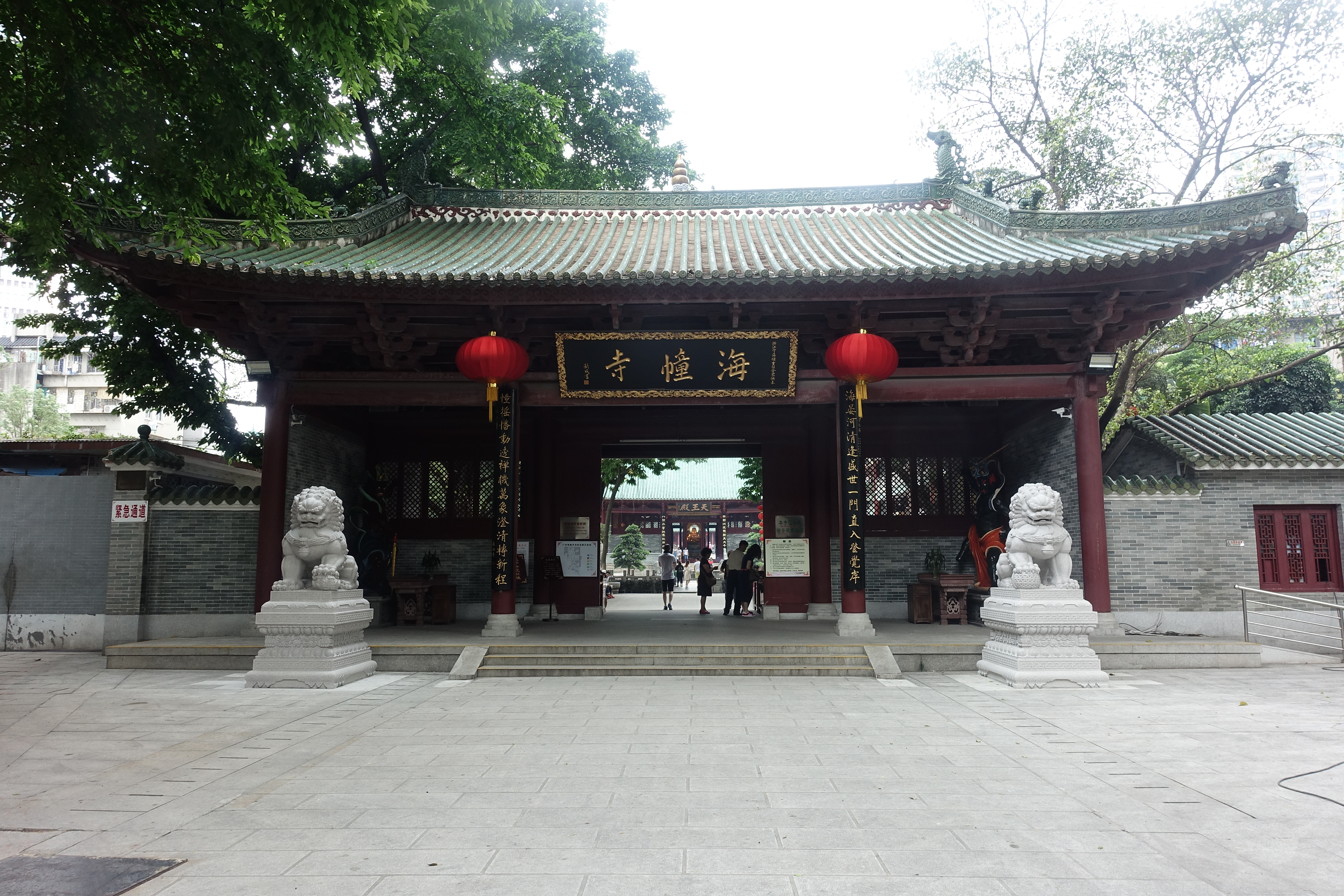
Ворота монастыря Хойтун